# Mateusz Przybylko

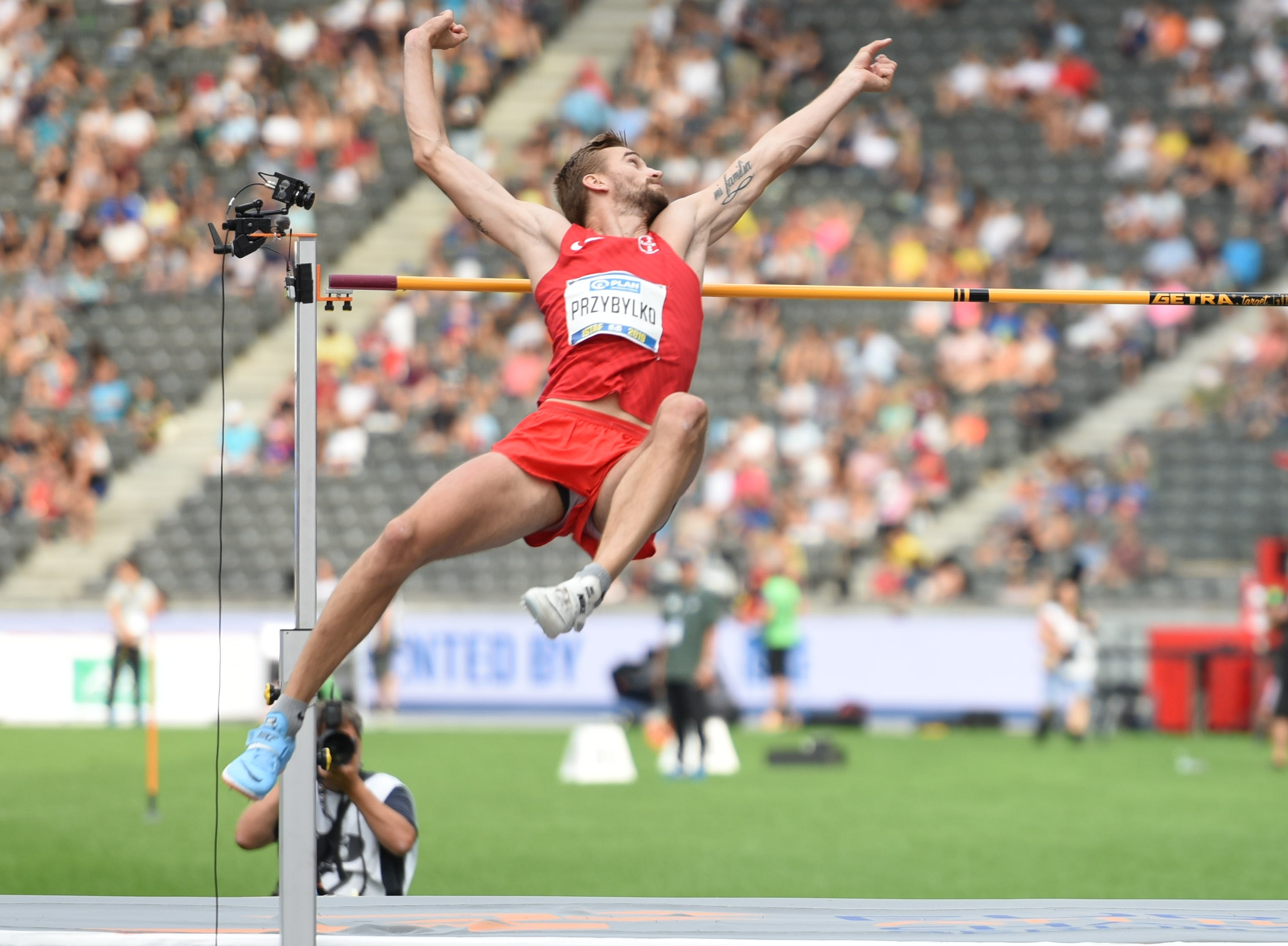
Mateusz Przybylko, 2019

Mateusz Przybylko (Bielefeld, 9 marzo 1992) è un altista tedesco, campione europeo a Berlino 2018 e medaglia di bronzo ai mondiali indoor di Birmingham 2018.

## Progressione

### Salto in alto
| Stagione | Misura | Luogo       | Data       | Rank. Mond. |
| -------- | ------ | ----------- | ---------- | ----------- |
| 2017     | 2,35 m | Bottrop     | 25-6-2017  | 3º          |
| 2016     | 2,29 m | Leverkusen  | 8-7-2016   | 21º         |
| 2015     | 2,30 m | Weinheim    | 30-5-2015  | 25º         |
| 2014     | 2,22 m | Eppingen    | 17-05-2014 | 108º        |
| 2013     | 2,24 m | Tampere     | 14-7-2013  | 70º         |
| 2012     | 2,20 m | Eberstadt   | 17-8-2012  | 135º        |
| 2011     | 2,20 m | Leverkusen  | 14-5-2011  | 121º        |
| 2010     | 2,16 m | Ulma        | 8-8-2010   | 207º        |
| 2009     | 2,10 m | Schweinfurt | 13-6-2009  | 427º        |

### Salto in alto indoor
| Stagione | Misura | Luogo         | Data      | Rank. Mond. |
| -------- | ------ | ------------- | --------- | ----------- |
| 2018     | 2,30 m | Dortmund      | 18-2-2018 |             |
| 2017     | 2,28 m | Karlsruhe     | 4-2-2017  |             |
| 2016     | 2,29 m | Leverkusen    | 16-1-2016 |             |
| 2015     | 2,26 m | Karlsruhe     | 22-2-2015 |             |
| 2014     | 2,24 m | Lipsia        | 23-2-2014 |             |
| 2013     | 2,21 m | Paderborn     | 11-1-2013 |             |
| 2012     | 2,18 m | Leverkusen    | 5-2-2012  |             |
| 2011     | 2,15 m | Leverkusen    | 16-1-2011 |             |
| 2010     | 2,15 m | Halle (Saale) | 21-2-2010 |             |
| 2009     | 2,14 m | Bielefeld     | 25-1-2009 |             |

## Palmarès
| Anno | Manifestazione    | Sede           | Evento        | Risultato      | Prestazione | Note                          |
| ---- | ----------------- | -------------- | ------------- | -------------- | ----------- | ----------------------------- |
| 2009 | Mondiali allievi  | Bressanone     | Salto in alto | 11º            | 2,09 m      |                               |
| 2010 | Mondiali juniores | Moncton        | Salto in alto | Qualificazione | 2,10 m      |                               |
| 2011 | Europei juniores  | Tallinn        | Salto in alto | 7º             | 2,19 m      |                               |
| 2013 | Europei under 23  | Tampere        | Salto in alto | 5º             | 2,24 m      | Miglior prestazione personale |
| 2015 | Europei indoor    | Praga          | Salto in alto | 22º (q)        | 2,14 m      |                               |
| 2015 | Mondiali          | Pechino        | Salto in alto | 28º (q)        | 2,22 m      |                               |
| 2016 | Giochi olimpici   | Rio de Janeiro | Salto in alto | 28º (q)        | 2,22 m      |                               |
| 2017 | Europei indoor    | Belgrado       | Salto in alto | 7º             | 2,27 m      |                               |
| 2017 | Mondiali          | Londra         | Salto in alto | 5º             | 2,29 m      |                               |
| 2018 | Mondiali indoor   | Birmingham     | Salto in alto | Bronzo         | 2,29 m      |                               |
| 2018 | Europei           | Berlino        | Salto in alto | Oro            | 2,35 m      | Miglior prestazione personale |
| 2019 | Europei indoor    | Glasgow        | Salto in alto | 8º             | 2,18 m      |                               |
| 2019 | Mondiali          | Doha           | Salto in alto | 30º (q)        | 2,17 m      |                               |
| 2021 | Europei indoor    | Toruń          | Salto in alto | 7º             | 2,19 m      |                               |
| 2021 | Giochi olimpici   | Tokyo          | Salto in alto | 23º (q)        | 2,21 m      |                               |
| 2022 | Mondiali          | Eugene         | Salto in alto | 12º            | 2,24 m      |                               |
| 2022 | Europei           | Monaco         | Salto in alto | 6º             | 2,23 m      |                               |
| 2024 | Europei           | Roma           | Salto in alto | 12º            | 2,17 m      |                               |

## Campionati nazionali
- 1 volta campione tedesco assoluto del salto in alto (2017)
- 3 volte campione tedesco assoluto del salto in alto indoor (2015, 2016, 2017)

2015
- Oro ai campionati tedeschi assoluti indoor, salto in alto - 2,26 m

2016
- Oro ai campionati tedeschi assoluti indoor, salto in alto - 2,29 m

2017
- Oro ai campionati tedeschi assoluti indoor, salto in alto - 2,20 m
- Oro ai campionati tedeschi assoluti, salto in alto - 2,30 m